# Nicky Romero
Nicky Romero, właśc. Nick Rotteveel (ur. 6 stycznia 1989 w Amerongen) – holenderski DJ i producent, założyciel wytwórni Protocol Recordings. Karierę rozpoczynał w brzmieniach house i tech house, obecnie produkuje muzykę z gatunku electro i progressive house.
Nicky urodził się w Holandii, ale sporą część dzieciństwa spędził w Kanadzie. Karierę rozpoczął w 2008 roku, natomiast największy rozgłos zyskał dzięki remiksowi do utworu Flash amerykańskiego DJ-a Green Velvet oraz singlem Toulouse wydanym nakładem Spinnin Records w 2011 roku. W kwietniu 2012 roku otworzył swoją własną wytwórnię Protocol Recordings, a w sierpniu tego samego roku ruszyła autorska audycja radiowa pt. Protocol Radio. W rankingu DJ Mag 2012 Nicky Romero pojawił się pierwszy raz w historii plebiscytu, zajmując wysokie, 17 miejsce, a rok później zajął 7 miejsce.
Na koncie Romero ma już współpracę z takimi artystami, jak Tiësto, Hardwell, Fedde Le Grand, David Guetta, Calvin Harris czy Avicii. Wyprodukował także singiel z albumu Rihanny.
W 2014 roku po raz pierwszy wystąpił w Polsce na festiwalu Sunrise w Kołobrzegu.

## Dyskografia

### Single
- 2008: "Funktion One"
- 2008: "Q.W.E.R.T.Y."
- 2008: "Globe"
- 2009: "Ducktale"
- 2009: "Konichiwa Bitches!" (oraz Kenneth G)
- 2009: "Get High"/"Signature"
- 2009: "Woods of Idaho"
- 2009: "It's Me Bitches"
- 2009: "Can U Feel It" (oraz Nilson)
- 2010: "My Friend"
- 2010: "Seventy Two"/"Amfibi" (oraz Firebeatz)
- 2010: "Switched"
- 2010: "Assigned"/"Pixelized"
- 2010: "When Love Calls" (oraz Basto!)
- 2010: "Growl"
- 2011: "Solar"
- 2011: "Play 'n Stop"
- 2011: "Sliced" (oraz Bingo Players)
- 2011: "Keyword"
- 2011: "Schizophrenic" (gościnnie: Mitch Crown)
- 2011: "Bootcamp" (oraz Apster)
- 2011: "Camorra"
- 2011: "Beta" (oraz Hardwell)
- 2012: "Toulouse"
- 2012: "Gift EP" (oraz Fedde Le Grand)
- 2012: "Generation 303"
- 2012: "Tension"
- 2012: "Wild One Two" (oraz David Guetta; gościnnie: Sia)
- 2012: "Metropolis" (oraz David Guetta)
- 2012: "WTF!?" (oraz ZROQ)
- 2012: "Sparks" (oraz Fedde Le Grand; gościnnie: Matthew Koma)
- 2012: "Human" (oraz Zedd)
- 2012: "Iron" (oraz Calvin Harris)
- 2012: "Like Home" (gościnnie: NERVO)
- 2012: "I Could Be the One" (oraz Avicii)
- 2013: "Still the Same Man" (oraz Nilson i John Christian)
- 2013: "Symphonica"
- 2013: "Legacy" (oraz Krewella)
- 2013: "Sound of the Underground" (oraz Sunnery James & Ryan Marciano; gościnnie: Fast Eddie)
- 2014: "Feet on the Ground" (gościnnie: Amouk)
- 2014: "Let Me Feel" (oraz Vicetone)
- 2015: "Warriors" (versus Volt & State)
- 2015: "Lighthouse"
- 2015: "Harmony" (oraz Stadiumx)
- 2016: "Novell"

### Remiksy

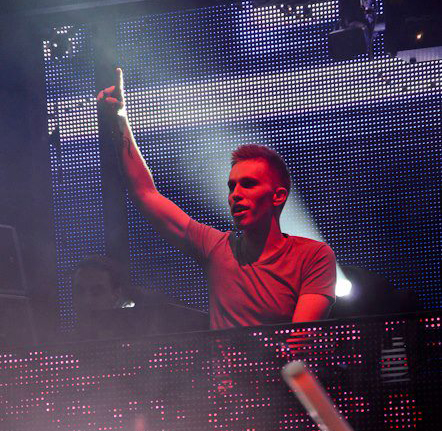
Nicky Romero

- 2008: Prunk Le Funk – Chronology (Nicky Romero Remix)
- 2009: Mell Tierra & Sebastian D ft. Stanford – Maximize (Nicky Romero Remix)
- 2009: Steff Da Campo vs. Ecoustic featuring Lady Rio – Freakybeatza (Nicky Romero & Praia Del Sol Remix)
- 2009: Sidney Samson & Tony Cha Cha – Get on the Floor (Nicky Romero Remix)
- 2009: DJ Jean – Play That Beat (Nicky Romero Remix)
- 2009: Pizetta featuring Reagadelica – Klezmer (Nicky Romero Remix)
- 2009: Quintino featuring Mitch Crown – Heaven (Nicky Romero Remix)
- 2009: Firebeatz & Apster – Skandelous (Nicky Romero Remix)
- 2009: DJ Rose – Twisted (Nicky Romero Remix)
- 2009: Quintin vs. DJ Jean – Original Dutch (Nicky Romero Remix)
- 2009: Michael Mendoza featuring I Fan – Be Without You (Nicky Romero Remix)
- 2009: David Guetta – When Love Takes Over (Nicky Romero Bootleg)
- 2010: Ian Carey feat. Michelle Shellers – Keep On Rising (Nicky Romero Remix)
- 2010: Hardwell & DJ Funkadelic – Get Down Girl (Nicky Romero Remix)
- 2010: Firebeatz & Apster – Skandelous (Nicky Romero Remix)
- 2010: DJ Jose – Like That (Nicky Romero Remix)
- 2010: Sandy Vee feat. Robin S. – Straight to the Sky (Nicky Romero Remix)
- 2010: Sol Noir – Superstring (Nicky Romero Remix)
- 2010: Sivana – Confusion (Nicky Romero Remix)
- 2010: Mischa Daniëls featuring J-Son – Where You Wanna Go (Nicky Romero Remix)
- 2010: Grooveyard – Mary Go Wild (Nicky Romero Remix)
- 2010: Housequake – People are People (Nicky Romero Remix)
- 2010: Fedde Le Grand feat. Mitch Crown – Rockin' High (Nicky Romero Remix)
- 2010: DJ Jesus Luz & Alexandra Prince – Dangerous (Nicky Romero Remix)
- 2010: Kylie Minogue – All the Lovers (Nicky Romero Remix)
- 2010: Ned Shepard – Chromatic (Nicky Romero & Nilson Remix)
- 2010: Green Velvet – Flash (Nicky Romero Remix)
- 2011: Taio Cruz – Dynamite (Nicky Romero Bootleg)
- 2011: Usher – More (Nicky Romero Bootleg)
- 2011: Abel Ramos featuring Rozalla – Where is the Love (Nicky Romero Remix)
- 2011: Jerome Isma-Ae & Daniel Portman featuring Max'C – Flashing Lights (Nicky Romero Remix)
- 2011: Tanja La Croix featuring Andy P – Hard to Handle (Nicky Romero Remix)
- 2011: Flo Rida – Turn Around (5,4,3,2,1) (Nicky Romero Remix)
- 2011: Housequake feat. Michele David – Out of the Dark (Nicky Romero Remix)
- 2011: David Guetta featuring Flo Rida & Nicki Minaj – Where Them Girls At (Nicky Romero Remix)
- 2011: Enrique Iglesias featuring Lil Wayne & Usher – Dirty Dancer (Nicky Romero Remix)
- 2011: Sidney Samson vs. Tara McDonald – Dynamite (Nicky Romero Remix)
- 2011: Junkie XL – Molly's E (Nicky Romero Molly's E Remix)
- 2011: David Guetta featuring Usher – Without You (Nicky Romero Remix)
- 2011: Erick Morillo & Eddie Thoneick feat. Shawnee Taylor – Stronger (Nicky Romero Remix)
- 2011: David Guetta featuring Sia – Titanium (Nicky Romero Remix)
- 2011: Tonite Only – Haters Gonna Hate (Nicky Romero Remix)
- 2012: Kelly Clarkson – What Doesn't Kill You (Stronger) (Nicky Romero Remix)
- 2012: Madonna feat. Nicki Minaj & M.I.A. – Give Me All Your Luvin’ (Nicky Romero Remix)
- 2012: Eva Simons – I Don't Like You (Nicky Romero Remix)
- 2012: Anakyn – Point Blank (Nicky Romero Edit)
- 2013: Ludacris feat. David Guetta & Usher – Rest of My Life (Nicky Romero Remix)
- 2013: Calvin Harris feat. Ellie Goulding – I Need Your Love (Nicky Romero Remix)
- 2013: Zedd feat. Hayley Williams of Paramore – Stay the Night (Nicky Romero Remix)
- 2014: R3hab & Lucky Date – Rip It Up (Nicky Romero Edit)
- 2014: John Christian – Next Level (Nicky Romero Edit)
- 2014: Eric Prydz vs. Axwell & Sebastian Ingrosso – Every Day Roar (Nicky Romero Edit)
- 2014: Green Velvet – Flash (Nicky Romero vs. Jayden Parx Remix)
- 2014: Cygnus X – Superstring (Nicky Romero 2014 Rework)
- 2014: Martin Volt & Quintin State vs. Florence & The Machine – Rush Spectrum (Nicky Romero Ultra Edit)
- 2014: Chocolate Puma – Step Back (Nicky Romero VIP Special)